# A Gypsy Madcap
A Gypsy Madcap è un cortometraggio muto del 1914 diretto da Richard Ridgely.
Primo episodio del serial Olive's Opportunities.

## Produzione
Il film fu prodotto dalla Edison Company.

## Distribuzione
Distribuito dalla General Film Company, il film - un cortometraggio in una bobina - uscì nelle sale cinematografiche statunitensi il 24 novembre 1914.